# Kellermayer Miklós
Kellermayer Miklós (Budapest, 1939. november 4. –) sejtkutató, keresztény gondolkodó, emeritus professzor, a Szent István Tudományos Akadémia tagja, a Magyar Felsőoktatásért Díj, a Szent-Györgyi Albert Díj, valamint a Magyar Érdemrend parancsnoki keresztje kitüntetés tulajdonosa.  Az élő sejteket kutató orvos, egyetemi tanár, akinek meghatározó szerepe volt a klinikai biokémiának, mint a graduális orvosképzés egyik alaptantárgyának bevezetésében Magyarországon is. 1992 és 2002 között a Pécsi Orvostudományi Egyetem intézetvezető professzora, 2010 és 2018 között a Magyar Egészségügyi Társaság (MET) elnöke. Munkássága – a gének, pontosabban a DNS szerkezete, a vízmolekulák, valamint a káliumionok közti szoros kapcsolatról – nemzetközi megítélésben is jelentős[forrás?]. Megfigyeléseivel azon kutatók közé került, akiknek meggyőződése, hogy az élő sejtekben a víz nemcsak oldószer, hanem egyedüli szerkezeti elem is. Tevékenysége kiterjed az istenhit és a tudomány közötti kapcsolatrendszer aktualizálására.

## Életpályája
Budapesten született, de két testvérével együtt már Révfülöpön nevelkedett, elemi iskolába is itt járt. Középiskolai éveit a Tapolcai Batsányi János Általános Gimnáziumban kezdte, majd Budapesten a Petőfi Sándor Gimnáziumban fejezte be. 1965-ben a Pécsi Orvostudományi Egyetemen orvosdoktori diplomát szerzett. Tanulmányai mellett sikeres gerelyhajítóként minden évben elnyerte a Jó tanuló, jó sportoló ösztöndíjat. A Tudományos Diákkör keretében a III. tanév végétől a Kórbonctani Intézetben folytatott kutató munkát, és 1965 tavaszán az Országos TDK Konferencián I. helyezést szerzett. A diploma megszerzése után 4 éven keresztül dolgozott a Kórbonctani Intézetben Romhányi György professzor vezetése alatt. Kórbonctan és kórszövettan szakból 1968-ban, míg Laboratóriumi diagnosztika szakterületen 1971-ben szerzett szakképesítést. A Kórbonctani Intézetből 1969 őszén – a mai nevén – Laboratóriumi Medicina Intézetbe ment át, ahol Jobst Kázmér professzor volt az intézet vezetője, és ahol – három év külföldi tanulmányútját leszámítva – mindig is dolgozott. 
Tíz évig (1992-től 2002-ig) volt az intézet vezető professzora. 2009-ben nyugdíjas, majd 2009-2019 között emeritus professzor. Publikációi között száznál több tudományos közleményt és tucatnyi könyvet tartanak számon, utóbbiak közül a 2020-ban befejezett, a Kairosz Kiadónál megjelent Az Élet, Az Igazság és Az Út trilógia a legjelentősebb. Az abortuszellenesség neves egyénisége. Felesége Horváth Ildikó, gyermekeik Kellermayer Miklós, Kinga és Richárd.

## Tudományos tevékenysége, eredeti felismerései
- A víz-struktúrák szerepe a génszabályozásban

A lazán kötött sejtmagfehérjék („loosely bound nuclear proteins”) mint nem-specifikus regulátorok a vízmolekulák rendezése által vesznek részt a gének funkcionális és strukturális szabályozásában.
- A sejtek fehérje-vázának, a detergent resistant cytoskeleton-nak első felfedezése
- Nem a sejtfelszíni lipoid membrán, hanem az élő állapotú fehérjék tartják fenn a magas kálium-szinteket az élő sejtekben.

## Oktatással kapcsolatos tevékenység
Meghatározó szerepet játszott Magyarországon a graduális orvosképzésben a klinikai biokémiának mint önálló tantárgynak a bevezetésében. Munkatársaival 2001-ben „Klinikai Biokémia” jegyzetet szerkesztett.
A Pécsi Orvostudományi Egyetemen 1994-től folytonosan oktatott szabadon választható tantárgya Az igazság az élő sejtről, melyhez ajánlott tankönyveket írt:
- Az élő sejtről diákoknak (1989), Somogy Megyei Könyvtár Nyomda;
- Az élő sejt csodája (2014), Kairosz Kiadó;
- Az Élet (2010 és 2012), Kairosz Kiadó;
- Az Igazság (2018), Kairosz Kiadó;

A Magyar Egészségügyi Társaság keretében Egészségtan mindenkinek  címmel szabadegyetemet szervezett és azon oktatott Budapesten a Szent Margit Gimnáziumban és Szegeden (SZOTE) (2012-2014-ig). Irányítása alatt, közreműködésével sokan szereztek kandidátusi, illetve PhD fokozatot.

## Egyetem-szervezési tevékenység
A rendszerváltás idején (1990-1994) oktatási rektor-helyettes volt.

## Országos közéleti tevékenység
- 1992-1996 a DUNA TV 13 tagú Alapító Kuratóriumának tagja
- 1996-2000 a Magyarok Világszövetsége Elnökségének tagja
- 1996-2000 a Magyar Televízió Köztestület Ellenőrző Testületének elnöke
- 2010-2018 a 25 évvel ezelőtt megalakult Magyar Egészségügyi Társaság (MET) elnöke

## Díjak, elismerések, tagságok
- 1961-1965 között A Pécsi Orvostudományi Egyetem „Jó tanuló - jó sportoló” versenyének    I. helyezettje 5 alkalommal (1961-1965 között)
- 1965. Országos Tudományos Diákköri Verseny I. helyezés
- 1992. Magyar Felsőoktatásért Díj
- 1993. Szent-Györgyi Albert-Díj
- 2005. Pro Cultura Christiana díj[5]
- 2008. Pro Universitate Quinqueecclesiensis Díj
- 2009. Príma Primissima, Príma díj a magyar tudomány kategóriában
- 2010. és 2019. Pro Civitate, Pécs
- 2011. A Köztársaság Elnökének Érdemérme
- 2014. A Magyar Érdemrend tisztikeresztje
- 2020. Százak Tanácsa A Százak Tanácsának a „Haza Embere” Díja[6]
- 2000. Jeruzsálemi Szent Sír Lovagrend lovagja
- 2007. A Szent István Tudományos Akadémia rendes tagja
- 2020. Jeruzsálemi Szent Sír Lovagrend tisztje
- 2003. Révfülöp község díszpolgára
- 2005. Szár község díszpolgára
- 2024 A Magyar Érdemrend parancsnoki keresztje